# Єфремово-Зиково
Єфре́мово-Зи́ково (рос. Ефремово-Зыково) — село у складі Пономарьовського району Оренбурзької області, Росія.

## Населення
Населення — 345 осіб (2010; 430 у 2002).
Національний склад (станом на 2002 рік):
- росіяни — 91 %